# 第二代史賓賽伯爵喬治·史賓賽
喬治·史賓賽（英語：George Spencer，1758年9月1日—1834年11月10日），第二代史賓賽伯爵，1794年至1801年擔任第一海軍大臣，1806年至1807年擔任內政大臣。

## 家庭
1781年，喬治·史賓賽與拉維妮亞·賓漢結婚，兩人共有4子2女：
1. 約翰（1782年—1845年）
2. 莎拉（英语：Sarah Lyttelton, Baroness Lyttelton）（1787年—1870年）
3. 羅伯特（英语：Robert Cavendish Spencer）（1791年—1830年）
4. 喬治安娜（1794年—1823年）
5. 腓特烈（1798年—1857年）
6. 喬治（英语：Ignatius Spencer）（1799年—1864年）